# حسن عبدالفتاح
حسن عبدالفتاح (عربی: حسن عبد الفتاح حسن محمود المحسيري؛ زادهٔ ۱۷ اوت ۱۹۸۲) بازیکن فوتبال اهل اردن است.
از باشگاه‌هایی که در آن بازی کرده است می‌توان به باشگاه فوتبال الکرامه، باشگاه ورزشی الخور، باشگاه ورزشی الوحدات، باشگاه ورزشی الخریطیات، باشگاه ورزشی الکویت و باشگاه فوتبال حتی امارات اشاره کرد.
وی همچنین در تیم ملی فوتبال اردن بازی کرده است.